# Principato di Khachen
Il Principato di Khachen (in armeno Խաչենի իշխանություն?), anche Chachen, fu un principato medioevale armeno che si sviluppò nel territorio storico dell'Artsakh corrispondente all'incirca all'attuale Repubblica dell'Artsakh tra il XII ed il XVII secolo.
La dinastia dei principi di Khachen deriva dalla casata dei Syunik il cui regno, sorto nel 963, dopo essere passato per matrimonio alla dinastia degli Aranshahikidi (1072), finì nella disponibilità di Hasan Djalal-Dawla (Hasan Jalalyan) che aveva sposato la figlia dell'ultimo re aranshahikide.
Djalal fu nominato "Re di Artsakh e Baghkh" nel 1214 mentre i suoi successori vennero insigniti del titolo di "principi di Khachen (Chachen)".
Nel 1216 la dinastia dei Jalalyan fondò il Monastero di Gandzasar che divenne sede del Catholicos costretto alla lasciare Partav (Barda) nel frattempo islamizzata dagli arabi.
Nel 1603 i persiani stabilirono un protettorato sul principato e nel 1750 istituirono un khanato.
Proprio nel XVII secolo il principato di Khachen si scinde in cinque melikhati: Talish (Gyulistan), Charaberd (Jraberd), Khachen, Varanda e Dizak.